# Marysin (Tyszowce)
Pour les articles homonymes, voir Marysin.
Marysin (prononciation [maˈrɨɕin]) est un village de la gmina de Tyszowce du powiat de Tomaszów Lubelski dans la voïvodie de Lublin, situé dans l'est de la Pologne.
Le village compte approximativement une population de 150 habitants.

## Administration
De 1975 à 1998, le village est attaché administrativement à l'ancienne voïvodie de Zamość.

Depuis 1999, il fait partie de la nouvelle voïvodie de Lublin.